# Guttera pucherani
La pintada moñuda (Guttera pucherani), también conocida como guineo moñudo, es una especie de ave galliforme de la familia Numididae que habita en África ecuatorial y del sur. Se  diferencia de las demás pintadas por las plumas negras en su cabeza.

## Subespecies
Es una especie monotípica. Anteriormente se reconocían cinco subespecies de Guttera pucherani, las que actualmente se agrupan dentro de las especies Guttera verreauxi y Guttera edouardi.